# Аогасима (село)
Аогасима (яп. 青ヶ島村 Аогасима-мура) — село в Японии, находящееся в округе Хатидзё префектуры Токио. Площадь села составляет 5,98 км², население — 169 человек (1 октября 2020), плотность населения — 28,26 чел./км².

## Географическое положение
Село расположено на острове Аогасима в префектуре Токио региона Канто. Поселение находится в образовавшейся кальдере вулкана Аогасима.

## Население
Население села составляет 169 человек (1 октября 2020), а плотность — 28,26 чел./км². Изменение численности населения с 1980 по 2005 годы:
| 1980 | 192 чел. |  |
| 1985 | 225 чел. |  |
| 1990 | 203 чел. |  |
| 1995 | 237 чел. |  |
| 2000 | 203 чел. |  |
| 2005 | 214 чел. |  |

## Символика
Деревом села считается Machilus thunbergii, цветком — Lilium auratum, птицей — чёрный голубь.